# Britta Martin
Britta Martin (* 2. September 1978 in Hannover) ist eine ehemals für Neuseeland startende deutsche Triathletin und mehrfache Ironman-Siegerin (2012, 2014). Sie wird sowohl in der Bestenliste deutscher als auch neuseeländischer Triathletinnen auf der Ironman-Distanz geführt.

## Werdegang
Britta Martin studierte nach ihrem Abitur am Gymnasium Bad Nenndorf Sportwissenschaften an der Technischen Universität München und war zunächst im Radsport aktiv.

### Triathlon seit 2003
In ihrer ersten Triathlon-Saison 2003 stand sie bei ihren ersten beiden Wettkämpfen, der Premierenveranstaltung des Stadt-Triathlon München sowie dem Karlsfelder Triathlon als schnellste Frau gemeinsam mit Faris Al-Sultan, zwei Jahre später Sieger bei den Ironman World Championships auf Hawaii, als schnellstem Mann auf dem Siegerpodest. Bei den Deutschen Meisterschaften 2003 über die Mitteldistanz in Kulmbach belegte sie in der Einzelwertung 36 Minuten hinter Nina Kraft, die zwei Monate später dritte beim Ironman Hawaii wurde, den siebten Platz, sowie wurde im Team des MRRC München Deutsche Vizemeisterin. Nach zwei Jahren verletzungsbedingt ohne Wettkämpfe belegte Britta Martins Team vom MRRC München in der Saison 2006 den ersten Platz in der 2. Bundesliga Süd und wurde so Bayerischer Mannschaftsmeister. 2007 startete Britta Martin für das Radsportteam Team Stuttgart.
Ende des Jahres 2007 zog sie zu ihrem Partner Robin Reid, einem Radsportler im neuseeländischen Team bei den Olympischen Spielen 2004, nach Nelson in Neuseeland. Kennengelernt hatten sich Reid und Britta Martin bei der Tour de Pakistan, dem längsten Radrennen Asiens, über 22 Etappen nach dem Vorbild der Tour de France organisiert. Beide gewannen hier die Männer- bzw. Frauenwertung.
Seit 2008 startet Britta Martin als Profi-Triathletin.

### Ironman-Distanz seit 2009
Nach einem Sieg im Dezember beim Half-Ironman Taupo folgte drei Monate später an gleicher Stelle die Ironman-Premiere 2009 mit Platz neun, nochmals ein Jahr später wieder an gleicher Stelle knapp zehn Minuten schneller mit Platz 5. Drei Monate später Platz vier beim Ironman France, beim nächsten Versuch im Folgejahr 2011 dann – mit Ermüdungsbruch im Fuß im Rennen – Platz drei beim Ironman France in Nizza. Im neuseeländischen Sommer bzw. europäischen Winter wurde Britta Martin drei Minuten hinter Gina Crawford Zweite beim Challenge Wanaka.
2012 kam dann endgültig der Sprung in die Weltklasse: Bei der durch die European Triathlon Union (ETU) ausgetragenen Triathlon-Europameisterschaft auf der Langdistanz im Juli 2012 verfehlte sie die Neun-Stunden-Marke nur um 69 Sekunden und wurde Vierte bei der Challenge Roth. Im Dezember 2012 errang sie im australischen Busselton ihren ersten Ironman-Sieg.
Hierdurch war Britta Martin erstmals für die Ironman World Championships in Kailua-Kona (Hawaii) qualifiziert, wo sie im Oktober 2013 hinter Kristin Möller als zweitbeste deutsche Frau ins Ziel kam.
Im April 2014 gewann sie in Taitung auf der Langdistanz den Challenge Taiwan. Dieser zweite Sieg auf der Langdistanz war ein doppelt emotionaler Moment: Erst wenige Tage vor dem Rennen war ihr Vater gestorben und ihre Mutter hatte am Renntag Geburtstag. Im September 2014 holte sie sich in Wisconsin ihren zweiten Ironman-Sieg und im Dezember siegte Britta Martin erneut beim Ironman Western Australia. Dabei stellte sie als fünfzigste Frau, die in der Geschichte des Ironman weltweit bei einem Rennen unter neun Stunden in das Ziel kam, einen neuen Streckenrekord für dieses Rennen auf.
Im Februar 2015 konnte Britta Martin ihren Sieg beim Marlborough Sounds Half Ironman gemeinsam mit ihrem Partner Robin Reid, der die Männerwertung gewann, feiern. Robin Reid startet seit einigen Jahren ebenfalls bei Triathlons und seine persönliche Bestzeit stellte er im Juli 2014 bei der Challenge Roth mit 8:54 h (Platz 18) auf.
Um weitere Qualifikationspunkte für die Ironman World Championships 2015 auf Hawaii zu sammeln, nahm Britta Martin im Juli 2015 am Ironman 70.3 Racine in Wisconsin teil. Ursprünglich hatte sie eine Teilnahme am Ironman Korea geplant, der dann aber abgesagt wurde. Zwei kurz hintereinander erfolgte technische Defekte auf den ersten Kilometern der Radstrecke warfen sie allerdings weit zurück und sie erreichte das Ziel letztlich als 97. Frau. Dies reichte trotzdem, um als auf dem 23. Rang platzierte Frau im Kona Points Ranking System erneut einen Startplatz auf Hawaii zu erhalten. Beim Ironman Hawaii wurde sie in 9:47:31 h vor Katrin Esefeld und Mareen Hufe bestplatzierte Deutsche.
Britta Martin wurde trainiert von John Hellemans, einem Arzt, mehrfachen Altersklassensieger beim Ironman Hawaii und Trainer des niederländischen Triathlonkaders, der bereits zahlreiche prominente Triathleten wie z. B. Erin Baker, Andrea Hewitt und andere betreute. Ihr Schwimmtrainer ist Andy Adair, der auf Freiwasserschwimmen spezialisiert ist und z. B. das neuseeländische Team bei den ozeanischen Schwimmmeisterschaften 2012 betreute.

### Mutterschaft 2016
Im August 2016 gab sie bekannt, dass sie im fünften Monat schwanger ist und ihre Familie jetzt Vorrang hat. Im Dezember kam ihr Sohn  zur Welt. Seitdem tritt sie nicht mehr international in Erscheinung.

## Sportliche Erfolge
| Datum/Jahr    | Rang | Wettbewerb                      | Austragungsort | Zeit     | Bemerkung                                           |
| ------------- | ---- | ------------------------------- | -------------- | -------- | --------------------------------------------------- |
| 13. Sep. 2015 | 8    | Ironman 70.3 Sunshine Coast     | Mooloolaba     | 04:19:26 |                                                     |
| 7. Feb. 2015  | 1    | Marlborough Sounds Half Ironman | Picton         | 04:41:57 | Mitteldistanz                                       |
| 8. Okt. 2014  | 8    | Ironman 70.3 Germany            | Wiesbaden      | 04:44:53 | European Championships                              |
| 8. Feb. 2014  | 2    | Half Ironman New Plymouth       | New Plymouth   | 04:41:16 |                                                     |
| 7. Juli 2013  | 5    | Ironman 70.3 Haugesund          | Haugesund      | 4:25:49  |                                                     |
| 27. Okt. 2012 | 1    | Ironman 70.3 Port Macquarie     | Port Macquarie | 04:32:27 | [ 21 ]                                              |
| 3. Juni 2012  | 1    | TriStar111 Salzkammergut        | Attersee       | 03:31:30 | 1 km Schwimmen, 100 km Radfahren und 10 km Laufen   |
| 24. März 2012 | 1    | Auckland Half-Ironman           | Kawakawa       | 04:37:59 |                                                     |
| 29. Mai 2011  | 1    | TriStar111 Germany              | Worms          | 03:44:45 | 1 km Schwimmen, 100 km Radfahren, 10 km Laufen      |
| 16. Jan. 2011 | 1    | Challenge Wanaka                | Wanaka         | 04:44:08 | Mitteldistanz                                       |
| 13. Juni 2010 | 2    | Tölzer Triathlon                | Bad Tölz       | 02:20:34 | hinter Diana Riesler                                |
| 9. Jan. 2010  | 6    | Port of Tauranga Half Ironman   | Tauranga       | 04:25:03 | [ 27 ]                                              |
| 16. Aug. 2009 | 7    | Ironman 70.3 Lake Stevens       | Washington     | 04:44:00 | [ 28 ]                                              |
| 13. Dez. 2008 | 1    | Half-Ironman Taupo              | Taupō          | 04:34:56 | [ 29 ]                                              |
| 30. Aug. 2008 | 1    | Triathlon Kühbach               | Kühbach        | o1:32:18 | 0,7 km Schwimmen, 33 km Radfahren und 6,3 km Laufen |
| 29. Juli 2006 | 2    | Allgäu Triathlon                | Immenstadt     | 05:07:48 | [ 31 ] [ 32 ]                                       |
| 9. Aug. 2003  | 7    | Mönchshof-Triathlon             | Kulmbach       | 05:15:05 | Deutsche Meisterschaften Mitteldistanz              |
| 20. Juli 2003 | 1    | Karlsfelder Triathlon           | Karlsfeld      | 02:26:57 | [ 33 ]                                              |
| 13. Juli 2003 | 1    | Stadt-Triathlon München         | München        | 01:29:11 | Siegerin im Elite-Rennen bei der Erst-Austragung    |

| Datum/Jahr    | Rang | Wettbewerb                                    | Austragungsort | Zeit     | Bemerkung                                                                      |
| ------------- | ---- | --------------------------------------------- | -------------- | -------- | ------------------------------------------------------------------------------ |
| 10. Okt. 2015 | 17   | Ironman Hawaii                                | Kailua-Kona    | 09:47:31 | bestplatzierte Deutsche                                                        |
| 29. März 2015 | 7    | Ironman South Africa                          | Port Elizabeth | 09:45:33 | [ 35 ]                                                                         |
| 7. Dez. 2014  | 1    | Ironman Western Australia                     | Busselton      | 08:56:34 | Neuer Streckenrekord mit persönlicher Ironman-Bestzeit                         |
| 7. Sep. 2014  | 1    | Ironman Wisconsin                             | Madison        | 09:30:08 | [ 36 ]                                                                         |
| 19. Apr. 2014 | 1    | Challenge Taiwan                              | Taitung        | 09:02:23 |                                                                                |
| 12. Okt. 2013 | 21   | Ironman Hawaii                                | Kailua-Kona    | 09:39:46 |                                                                                |
| 17. Aug. 2013 | 3    | Ironman Sweden                                | Kalmar         | 09:22:18 |                                                                                |
| 24. März 2013 | 10   | Ironman Melbourne                             | Melbourne      | 08:45:50 | Ironman Asia-Pacific Championship (witterungsbedingt verkürzte Schwimmstrecke) |
| 9. Dez. 2012  | 1    | Ironman Western Australia                     | Busselton      | 09:13:00 |                                                                                |
| 8. Juli 2012  | 4    | ETU Triathlon Europameisterschaft Langdistanz | Roth           | 09:01:09 | im Rahmen der Challenge Roth                                                   |
| 21. Jan. 2012 | 2    | Challenge Wanaka                              | Lake Wānaka    | 09:47:13 | Zweite hinter Gina Crawford                                                    |
| 26. Juni 2011 | 3    | Ironman France                                | Nizza          | 09:48:56 | [ 37 ]                                                                         |
| 27. Juni 2010 | 4    | Ironman France                                | Nizza          | 09:40:53 | [ 38 ]                                                                         |
| 6. März 2010  | 5    | Ironman New Zealand                           | Taupō          | 09:47:11 | [ 39 ]                                                                         |
| 7. März 2009  | 8    | Ironman New Zealand                           | Taupō          | 09:56:17 | erster Ironman-Start                                                           |

(DNF – Did Not Finish)